# Calvert megye
Calvert megye az Amerikai Egyesült Államokban, azon belül Maryland államban található. Megyeszékhelye Prince Frederick, legnagyobb városa Chesapeake Beach. Lakosainak száma 92 783 fő (2020. április 1.). Calvert megye Anne Arundel, Prince George's, Charles, Dorchester, Talbot és Saint Mary's megyékkel határos.

## Népesség
A megye népességének változása:
| Lakosok száma | 88 942 | 89 298 | 89 694 | 90 484 | 90 595 | 92 783 |
|               | 2010   | 2011   | 2012   | 2013   | 2015   | 2020   |